# Quello che gli uomini non dicono (film)
Quello che gli uomini non dicono (Selon Charlie) è un film del 2006 diretto da Nicole Garcia.